# Hladolet
Hladolet je brněnská hudební skupina kolem autora a hudebníka Břetislava Bartuska.
Hudba skupiny HLADOLET obsahuje velké množství hudebních stylů (folk, bigbeat, blues, jazzrock fusion, folklor atd...)
V současnosti kapela vystupuje především s programem Písní z Balady pro banditu – koncertní projekt (2011 - 2025). Představení složené z písní ze slavného muzikálu Miloše Štědroně a textů Milana Uhdeho obsahuje komplet 35 skladeb, 
včetně těch které nebyly původně v divadelním ani filmovém zpracování uvedeny.
Sestava kapely Hladolet 2025:
- Břetislav Bartusek: zpěv, kytary, stomp box; Kateřina Mrázková - zpěv, flétna, perkuse; Ivana Milbachová - zpěv, perkuse
- Jiří Salajka – housle, zpěv; Rosťa Šmarda – akordeon, zpěv; Pavel Kučera – baskytara

## Autorská diskografie
- Faun v zahradě světel (2004, reedice 2024 Supraphonline)[2]
- Kaleidoskop (2011 Indies Happy Trails)[3]
- Když se setmí (2024 Supraphonline)[4]

## Samplery
- Otevřené nebe (2002 Indies Happy Trails)
- The Best of Indies Happy Trails (2012 Indies Happy Trails)[5]
- Hudy and Hudys: O městě, jeho lokálech, psících a lidech (2015 Hudy and Hudys)